# 73-й стрелковый полк
73-й стрелковый полк — войсковая часть. Входил в 33-ю стрелковую дивизию.

## История
Сформирована в июне 1922 года в Приволжском военном округе (Самара) на базе ??-й стрелковой бригады в составе 33-й стрелковой дивизии.
С 1926 года дислоцировалась в Жиздре.
Участвовала в Польской кампании и в июне 1940 года передислоцировался в Литву
В действующей армии во время ВОВ с 22 июня 1941 года по 14 декабря 1944 года и с 31 декабря 1944 года по 9 мая 1945 года.
На 16-17 июня 1941 года дислоцировалась в местечке Пильвишки, в районе Вилкавишкис, Мариамполь. К началу войны должна была занять позиции по границе с Восточной Пруссией в районе западнее Пильвишки.
С 16-19 июня 1941 года 33-я стрелковая дивизия передислоцируется на вверенный рубеж прикрытия границы.
Приграничное сражение в Литве и Латвии (1941)
Однако занять позиции на границе полностью 33-я стрелковая дивизия не успела: встали на оборону границы только 3-й батальон 73-го стрелкового полка.
К вечеру 22 июня 1941 года  33-я стрелковая дивизия отброшена от границы в козловарудские леса.
23 июня 1941 года  33-я стрелковая дивизия ведёт бои на улицах Каунаса. 
24 июня 1941 года  33-я стрелковая дивизия занимает позиции по реке Вилия до Падагяй.
Полк понёс большие потери.
 ...все полки пришлось создавать практически заново. Г.Г. Семёнов. «Наступает ударная» 
 К 21 сентября части дивизии заняли оборону на рубеже озёр Березай и Шлино и приступили к инженерному оборудованию местности. Одновременно продолжалось укомплектование полков. Г. Г. Семёнов. «Наступает ударная» 
Полк занимал оборону, не имея соприкосновения с противником, и находился вне досягаемости огня его артиллерии, работы на позициях велись днём, чередуюсь с занятиями по изучению оружия и с политической подготовкой, вновь прибывший личный состав постепенно осваивался в подразделениях.
 29 сентября поступил приказ совершить марш к озеру Селигер, сменить там части 4-й дивизии народного ополчения и занять Оборону в первом эшелоне 27-й армии. При этом особо надёжно требовалось прикрыть район Турская, Заплавье — межозерное дефиле на левом фланге оборонительной полосы. Г. Г. Семёнов. «Наступает ударная» 
Немецкая воздушная разведка в связи с нелётной погодой не действовала, марш совершался в спокойной обстановке. К вечеру 1 октября полк вышел в назначенный район.

## Командный состав
- 04.12.1922-09.03.1924 — полковник ,
- .0.19 - 20.06.1941 - .194 — майор Лобода, С.Я.

### Начальник штаба
- 20.09.1941-0.0.19 — капитан Гольдберг, М. И., выпускник академии